# Sebastiano
Sebastiano  è un nome proprio di persona italiano maschile.

## Varianti
- Maschili
  - Ipocoristici: Bastiano[1][2], Bastianino[2], Seba, Sebasto, Sebastio[4]
- Femminili: Sebastiana[2][4][6]
  - Ipocoristici: Bastiana, Bastianina[2], Seba, Sebasta, Sebastia[4]

### Varianti in altre lingue
- Basco: Sebasten[7]
  - Femminili: Sebastene[7]
- Catalano: Sebastià[7]
  - Ipocoristici: Bastà[7]
  - Femminili: Sebastiana[7]
- Ceco: Sebastian, Sebastián, Šebestián[3]
- Croato: Sebastijan[3]
- Danese: Sebastian[3]
- Finlandese: Sebastian[3]
  - Ipocoristici: Seppo, Sepi[3]
- Fiammingo
  - Ipocoristici: Seppe[3]
- Francese: Sébastien[3][4][5]
  - Ipocoristici: Bastien[3]
  - Femminili: Sébastienne[6]
- Galiziano: Sebastián[7]
  - Ipocoristici: Bastián[7]
- Greco antico: Σεβαστιανος (Sebastianos)[8]
- Inglese: Sebastian[3][4][8]
  - Ipocoristici: Bastian, Seb[5]
- Latino: Sebastiānus[1][3][5][8]
- Norvegese: Sebastian[3]
- Olandese: Sebastiaan[3]
  - Ipocoristici: Bas, Bastiaan[3]
- Polacco: Sebastian[3]
- Portoghese: Sebastião[3][5]
  - Femminili: Sebastiana[6]
- Rumeno: Sebastian[3]
- Russo: Севастьян (Sevast'jan)[3][4]
- Sloveno: Sebastijan, Sebastjan[3]
  - Ipocoristici: Boštjan[3]
- Spagnolo: Sebastián[3][4][5][7]
  - Ipocoristici: Bastián[7]
  - Femminili: Sebastiana[6][7]
- Svedese: Sebastian[3]
- Tedesco: Sebastian[3][4]
  - Ipocoristici: Bastian[3]
- Ungherese: Sebestyén, Szebasztián[3]

## Origine e diffusione
Continua il nome latino Sebastiānus, attestato solo in epoca imperiale. Secondo alcune fonti sarebbe derivato dal termine greco antico σεβᾰστός (sebăstós, "venerabile", "degno di venerazione", da σέβομαι, sébomai, "venerare", "onorare"), con l'aggiunta di un suffisso latino; il vocabolo sebăstós era usato come diretta traduzione di augusto, titolo degli imperatori romani, e quindi Sebastiano avrebbe il medesimo significato del nome Augusto. Altre fonti invece interpretano Sebastiānus come un etnonimo, con il senso di "proveniente da Sebaste", città del Ponto il cui toponimo ha comunque la stessa origine; essa venne infatti chiamata così in onore di Cesare Augusto.
Secondo la tradizione, il nome venne portato da san Sebastiano, un soldato romano cristiano che morì martire sotto Diocleziano; il suo culto conobbe grande diffusione in Europa durante il Medioevo, aiutando la diffusione del nome soprattutto in Francia e Spagna. In Italia negli anni settanta si contavano circa 72 000 occorrenze del nome, più 24 000 del femminile, entrambi frequenti soprattutto in Sicilia e Sardegna.

## Onomastico

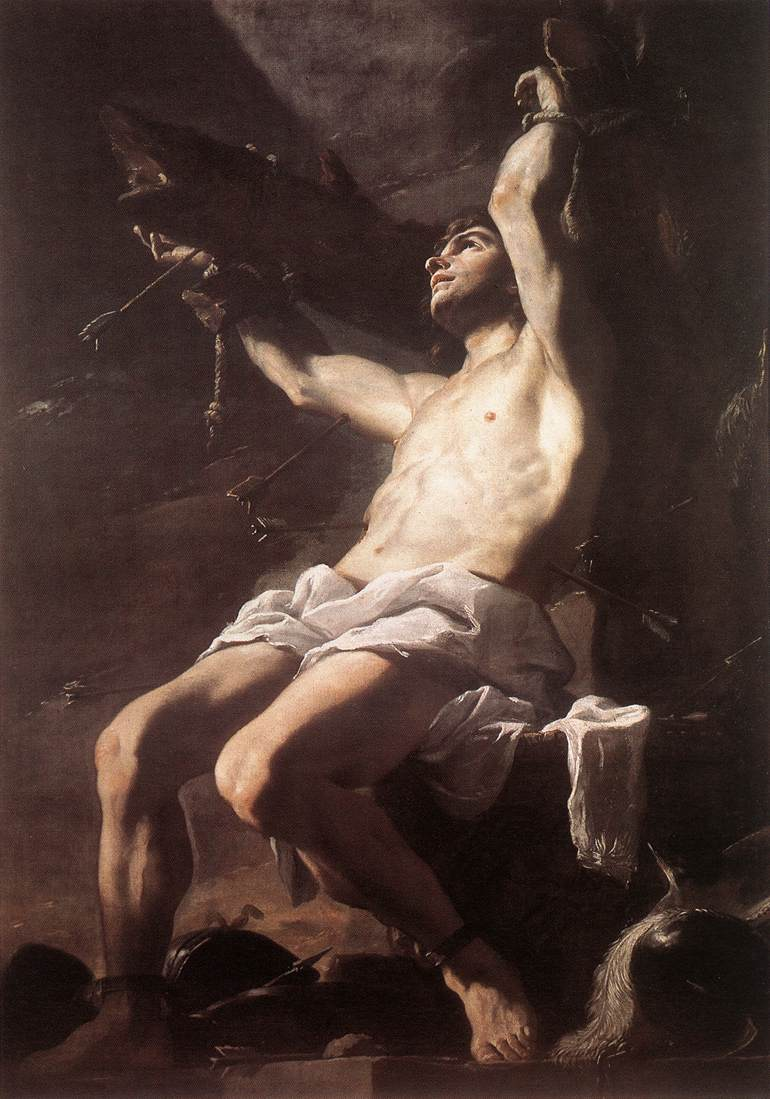
Martirio di San Sebastiano, di Mattia Preti

L'onomastico viene festeggiato il 20 gennaio in ricordo di san Sebastiano, soldato romano e martire a Roma. Si ricordano con questo nome anche, alle date seguenti:
- 2 gennaio, san Sebastiano di Agaunum, soldato della legione tebana, martirizzato in Piemonte[1][10]
- 8 febbraio, san Sebastiano, monaco armeno, martire[1][10]
- 28 marzo, san Giuseppe Sebastiano Pelczar, vescovo di Przemyśl[9]
- 16 settembre, santa Sebastiana, donna frigia convertita da san Paolo, martire a Eraclea sotto Domiziano[11]
- 26 settembre, san Sebastiano Nam I-gwan, martire con altri nove compagni a Seul, uno dei martiri coreani[9][10]
- 3 dicembre, san Sebastiano, martire in Abruzzo[1]

Col nome si annovera anche una quindicina di beati, fra i quali:
- 30 gennaio, beato Sebastiano Valfrè, dell'Ordine dei Filippini, patrono dei cappellani militari e delle guardie svizzere[9][10]
- 25 febbraio, beato Sebastiano Aparicio, francescano messicano[9][10]
- 12 agosto, beato Sebastiano Calvo Martinez, martire con cinque compagni a Barbastro[9][10]
- 10 settembre, beato Sebastiano Kimura, primo sacerdote giapponese e martire a Nagasaki[9][10]
- 17 novembre, beato Lupo Sebastiano Hunot, martire a Sens durante la rivoluzione francese[9]
- 10 dicembre, beato Sebastian Montanol, missionario domenicano a Zacateca in Messico, martire[10]
- 16 dicembre, beato Sebastiano Maggi, domenicano[9][10]

## Persone

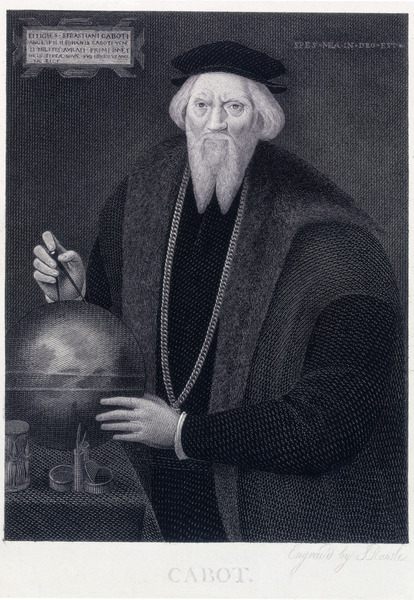
Sebastiano Caboto

- Sebastiano I, re di Portogallo e Algarve
- Sebastiano Andreantonelli, presbitero e storico italiano
- Sebastiano Baggio, cardinale e arcivescovo cattolico italiano
- Sebastiano Caboto, navigatore, esploratore e cartografo italiano
- Sebastiano Conca, pittore italiano
- Sebastiano Esposito, calciatore italiano
- Sebastiano del Piombo, pittore italiano
- Sebastiano Ricci, pittore italiano
- Sebastiano Rossi, calciatore italiano
- Sebastiano Serlio, architetto e teorico dell'architettura italiano
- Sebastiano Somma, attore italiano
- Sebastiano Vassalli, scrittore, poeta e giornalista italiano
- Sebastiano Venier, politico e militare veneziano

### Variante Sebastian

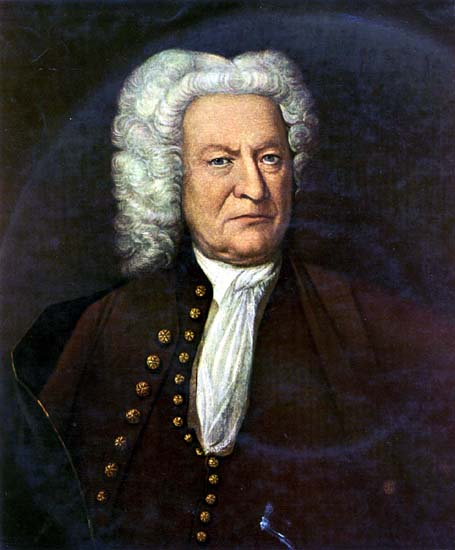
Johann Sebastian Bach

- Johann Sebastian Bach, compositore e musicista tedesco
- Sebastian Brant, umanista, giurista e poeta satirico alsaziano
- Sebastian Cabot, attore britannico
- Sebastian Coe, mezzofondista, politico e dirigente sportivo britannico
- Sebastian Giovinco, calciatore italiano
- Sebastian Kneipp, abate e presbitero tedesco
- Sebastian Stan, attore romeno naturalizzato statunitense
- Sebastian Vettel, pilota automobilistico tedesco

### Variante Sebastián

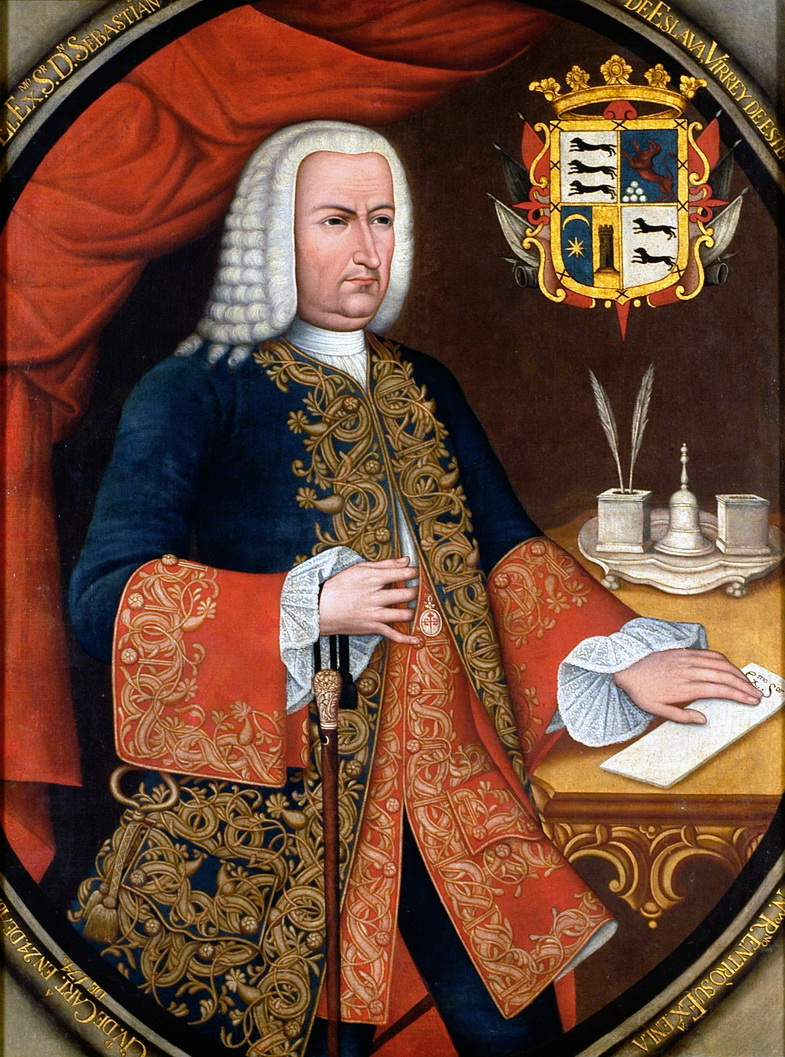
Sebastián de Eslava

- Sebastián Abreu, allenatore di calcio ed ex calciatore uruguaiano
- Sebastián Báez, tennista argentino
- Sebastián de Belalcázar, esploratore e conquistador spagnolo
- Sebastián de Eslava, generale spagnolo
- Sebastián Lerdo de Tejada, politico messicano
- Sebastián Leto, calciatore argentino
- Sebastián Montoya, pilota automobilistico colombiano
- Sebastián Piñera, politico e imprenditore cileno
- Sebastián Porto, pilota motociclistico argentino
- Sebastián Raval, compositore spagnolo
- Sebastián Yatra, cantautore, compositore e musicista colombiano

### Variante Sébastien

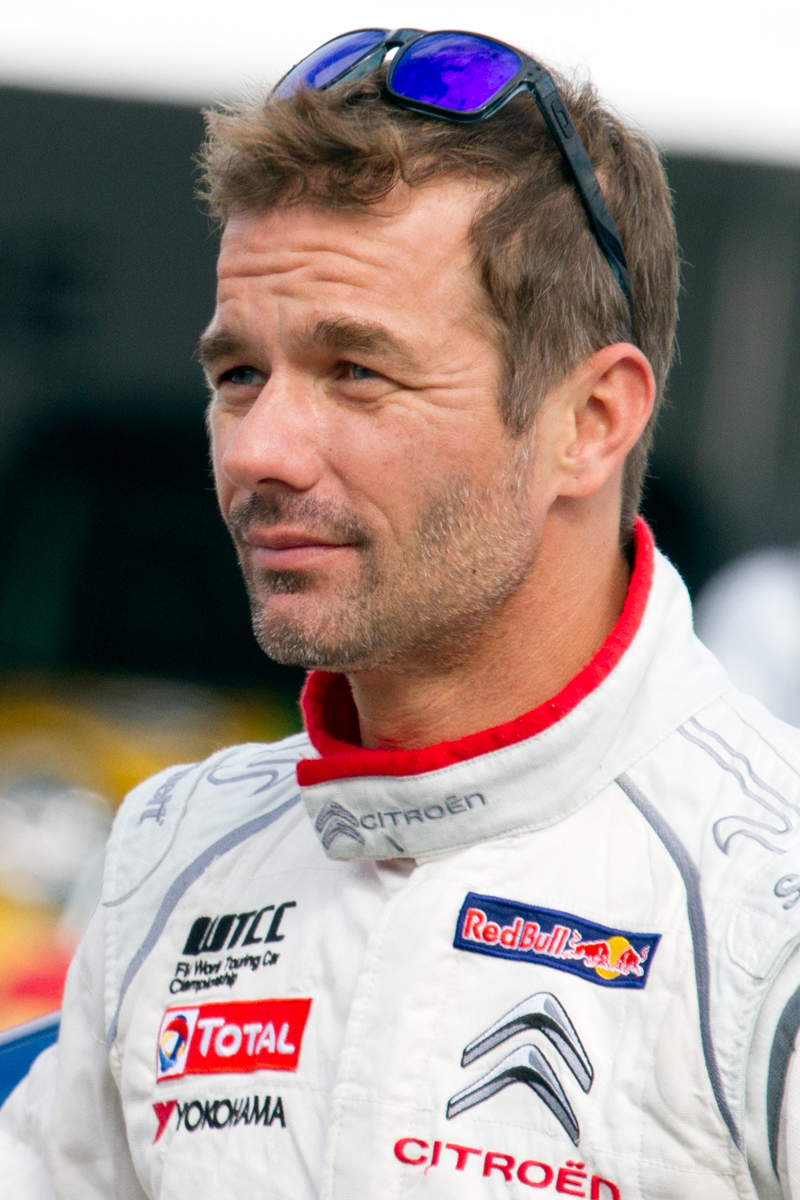
Sébastien Loeb

- Sébastien Bourdais, pilota automobilistico francese
- Sébastien Bourdon, pittore francese
- Sébastien Buemi, pilota automobilistico svizzero
- Sébastien Castellion, umanista e teologo francese
- Sébastien Érard, cembalaro, imprenditore e costruttore di pianoforti francese
- Sébastien Frey, calciatore francese
- Sébastien Le Prestre de Vauban, generale francese
- Sébastien Loeb, pilota automobilistico e pilota di rally francese
- Sébastien Ogier, pilota di rally francese
- Sébastien Truchet, matematico, ingegnere e religioso francese

### Altre varianti
- Bastian Baker, cantautore svizzero
- Boštjan Cesar, calciatore sloveno

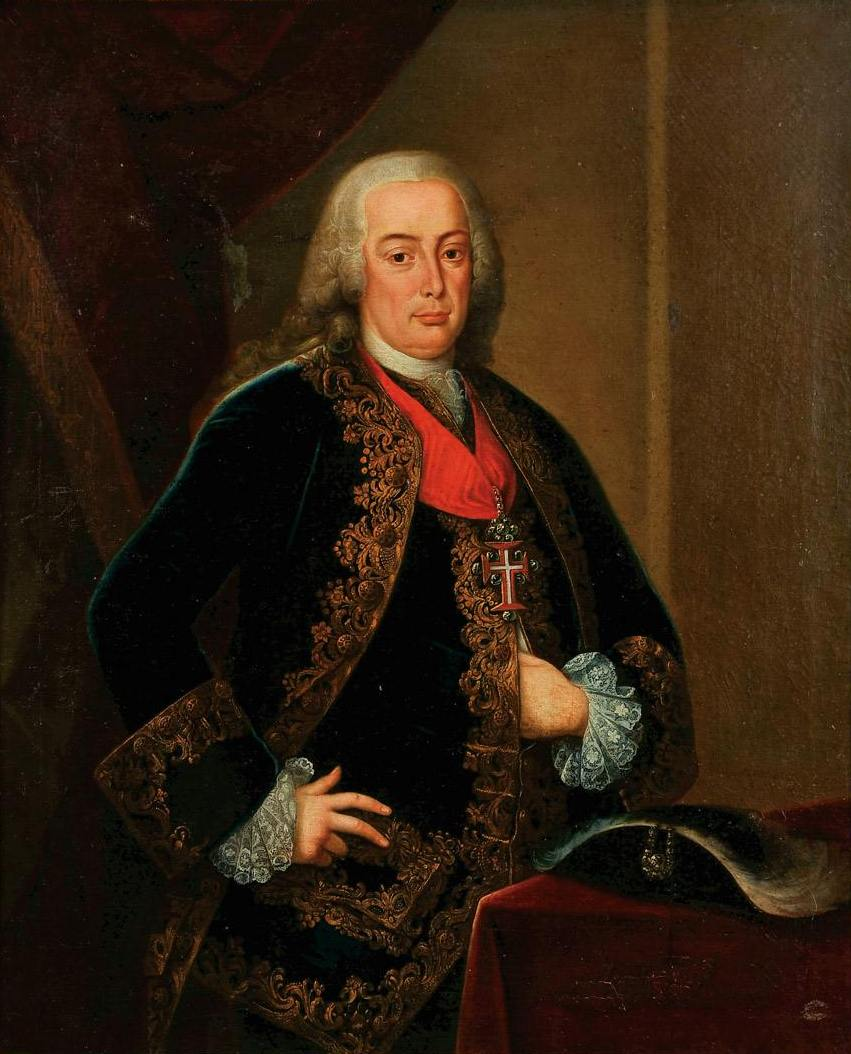
Sebastião José de Carvalho e Melo

- Bastiano da Sangallo, architetto, scenografo e pittore italiano
- Sebastião José de Carvalho e Melo, nobile e politico portoghese
- Bastiano de' Rossi, letterato italiano
- Sebastião Lazaroni, allenatore di calcio brasiliano
- Boštjan Nachbar, cestista sloveno
- Sebastião Salgado, fotografo e fotoreporter brasiliano
- Bastian Schweinsteiger, calciatore tedesco
- Sebastià Taltavull Anglada, vescovo cattolico spagnolo

## Il nome nelle arti
- Sebastian è il nome del granchio che appare nel film Disney del 1989 La sirenetta.
- Bastiano Baldassarre Bucci è un personaggio del romanzo di Michael Ende La storia infinita.
- Sebastian Michaelis è un personaggio del manga di Yana Toboso Black Butler.
- Sebastian Shaw è un personaggio dei fumetti Marvel Comics.
- Bastiano João Coimbra de la Coronilla y Azevedo è un personaggio interpretato da Terence Hill nel film diretto da E.B. Clucher Non c'è due senza quattro .

## Curiosità
- Bastian contrario è un modo di dire per indicare una persona che assume opinioni contrarie a quelle della maggioranza.